# Račické panství

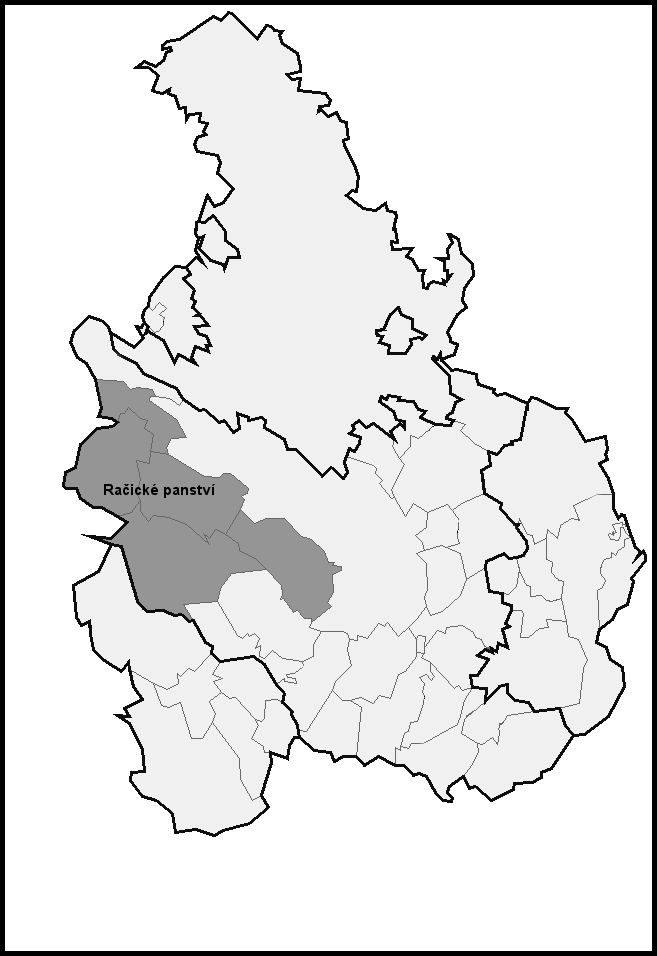
Račické panství (stav 1848)

Račické panství je historické území soustředěné okolo hradu Račice na Vyškovsku. Na konci feudálního zřízení podléhalo toto panství krajské zemské vládě a patřilo pod správu krajského úřadu v Brně. (stav 1848)
Račické panství se postupně formovalo okolo hradu jenž vznikl v letech 1275–1285. V průběhu staletí se dle změn majitelů hradu rozrůstalo či naopak zmenšovalo, tak jak se měnili majitelé hradu, později zámku. V největším rozkvětu panství patřily k Račickému velkostatku dvory Drnovice, Podomí, Ježkovice, Pístovice a Ruprechtov.
Součástí panství byly i vesnice Sokolí a Vilémov.

## Seznam majitelů račického panství
- 1227 Kojata IV. Hrabišic
- 1294 Slavibor z Drnovic
- 1272–1286 Kojata z Drnovic
- 1275 Ješek z Drnovic
- 1285 Milota z Račic
- 1312 Friduš z Linavy, loupeživý rytíř. Hrad byl dobyt královským vojskem a rozbořen.
- 1346 páni z Lipé
- 1375 biskup Albrecht Aleš ze Šternberka
- 1399 Petr z Kravař
- 1411 Jindřich z Kravař a Plumlova
- 1420 Petr z Kravař a Strážnice
- 1434 Petr z Konice
- 1448 Vok z Holštejna
- pak Jiří z Kravař
- 1466 Kunka z Kravař
- 1480 Václav z Boskovic (panství přešlo na pány z Boskovic)
- 1510 Ladislav Velen z Boskovic
- 1520 Kryštof z Boskovic
- Jakub Šarovec ze Šarova
- pak Jetřich Dobeš Černohorský z Boskovic
- 1563 Jan Jetřich z Boskovic na Moravské Třebové
- 1568 Hanuš Haugvic z Biskupic
- 1585 Bernart Petřvaldský z Petřvaldu
- 1596 Hanuš Petřvaldský z Petřvaldu, jemu statek zkonfiskován
- 1623 Karel Willinger ze Schönenperku
- 1629 Šimon Kratzer ze Schönsperku
- 1630 Horazio sv. p. Forno, slezskýkomorní rada
- 1654 Karel sv. p. Forno
- 1670 Julián sv. p. Braida di Ronsecco e Corigliano
- 1681–1735 Karel Antonín hr. Braida di Ronsecco e Corigliano
- 1735–1774 Max Filip hr. Magni
- 1774–1794 Antonín Pavel sv. p. Braida di Ronsecco e Corigliano
- 1794–1801 Karel hrabě Braida di Ronsecco e Corigliano
- 1801 Jan František Heinisch von Haydenburg
- 1804 Jan Huška von Ratschitzburg
- 1830 Jan sv. p. Mundy
- 1864–1874 Eduard von Kramsta
- 1874–1894 Karel sv. p. von Palm
- 1894 Pavel rytíř Schöller
- 1922 Filip Schöller
- 1945 Československo (vyvlastněno na základě Benešových dekretů)